# Aston

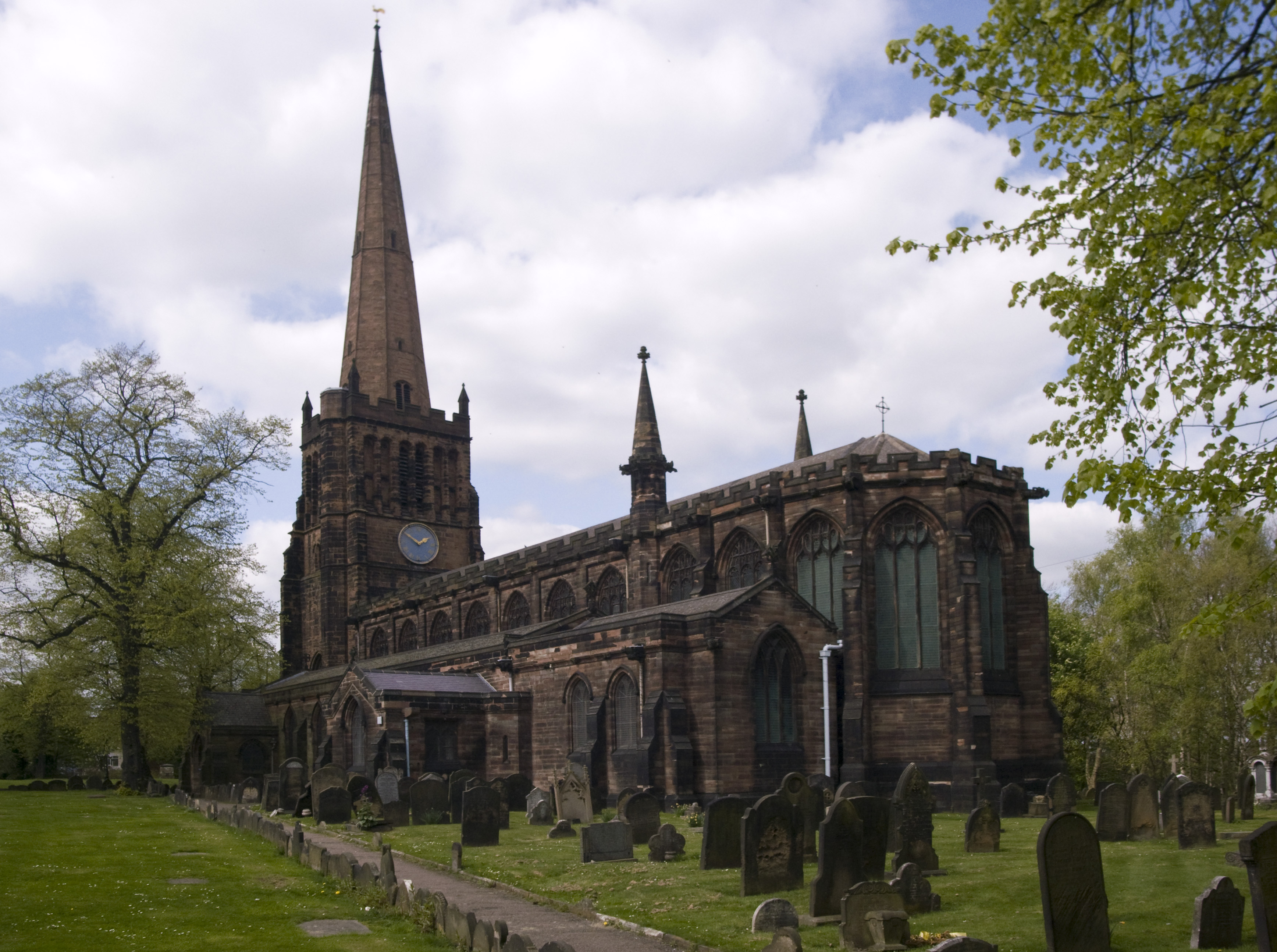
A Igreja Paroquial de São Pedro e São Paulo.

Aston é uma das localidades de Ladywood, distrito de Birmingham, Reino Unido, mais precisamente no condado de Midlands Ocidentais. É onde nasceu o cantor Ozzy Osbourne e também onde fica o estádio Villa Park, do Aston Villa. Possui quase vinte e três mil habitantes.